# Кохоа зелений
Кохо́а зелений (Cochoa viridis) — вид горобцеподібних птахів родини дроздових (Turdidae). Мешкає в Гімалаях і Південно-Східній Азії.

## Опис

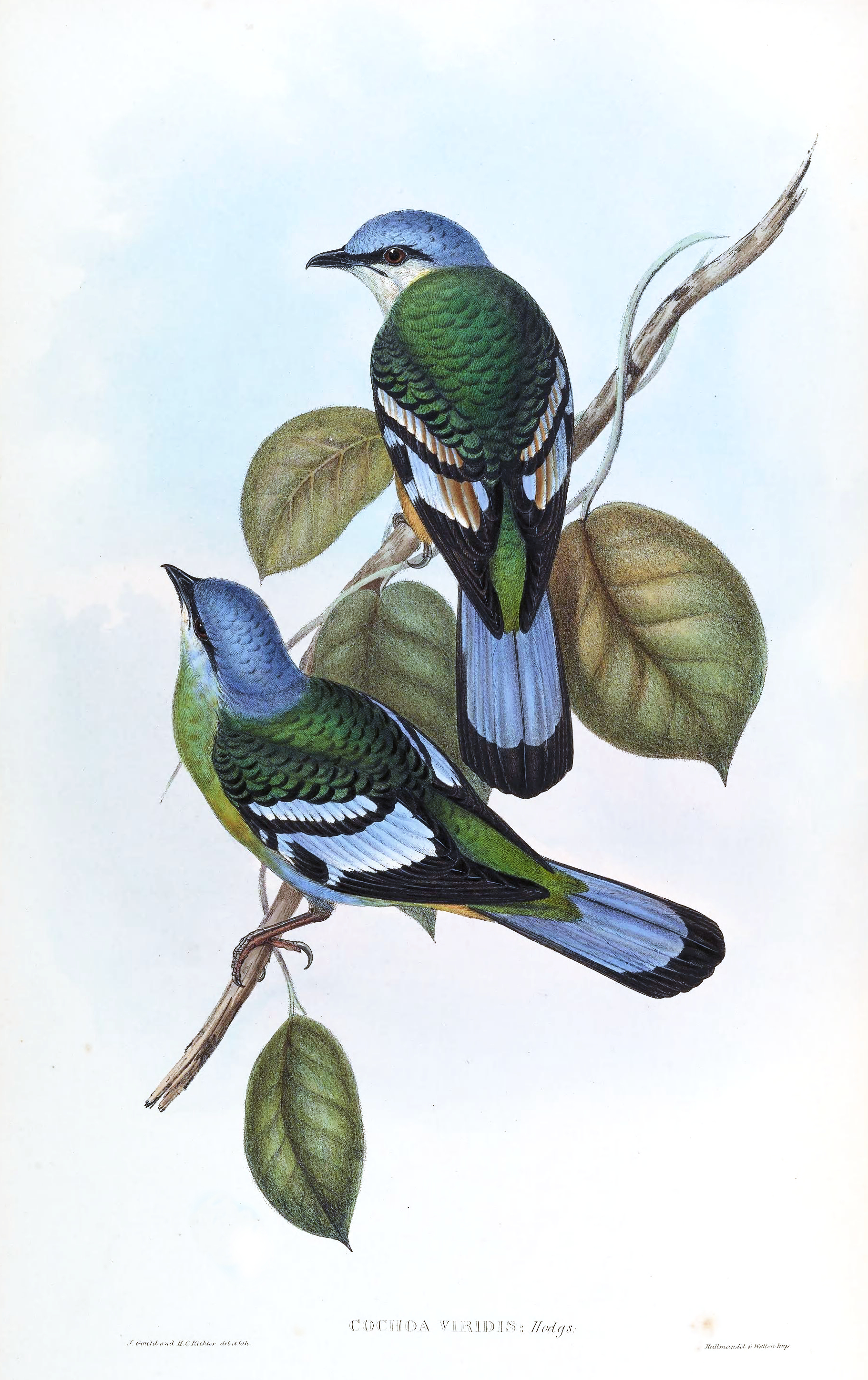
Пара зелених кохоа

Довжина птаха становить 25-28 см. Самці важать 88-99 г, самиці 117-122 г. Виду притаманний статевий диморфізм. Самці мають переважно зелене забарвлення, тім'я і шия у них блискучо-блакитні, обличчі темно-зелене. Нижня частина тіла блакитнувата. Крила сріблясто-блакитні з чорними смугами, кінці крил чорні. Хвіст сріблясто-блакитний, на кінці хвоста широка чорна смуга. Дзьоб чорний. лапи рожевуваті. Забарвлення самиць подібне до забарвлення самців, однак бльша частина тіла у них бурувато-зелена, на крилах є бурувато-зелені смуги. У молодих птахів тім'я чорнувате, поцятковане білими смужками, решта тіла бурувата, верхня частина тіла пістрява, забарвлення крил у молодих птахів подібне до забарвлення крил дорослих птахів.

## Поширення і екологія
Зелені кохоа мешкають в Гімалаях на території Індії, Непалу і Бутану, а також на півдні і південному сході Китаю, в М'янмі, Лаосі, В'єтнамі, Таїланді і Камбоджі. Вони живуть у вологих рівнинних і гірських тропічних лісах, поблизу річок і струмків, зустрічаються на висоті від 700 до 1800 м над рівнем моря. Живляться ягодами, комахами і молюсками. Сезон розмноження в Гімалаях триває з травня по липень, в Південно-Східній Азії з квітня по червень. Гніздо чашоподібне, розміщується на дереві, в розвилці між гілками, на висоті до 10 м над землею. В кладці 2-4 яйця.